# Walkmühle (Wilburgstetten)
Walkmühle ist ein Gemeindeteil der Gemeinde Wilburgstetten im Landkreis Ansbach (Mittelfranken, Bayern). Walkmühle liegt in der Gemarkung Knittelsbach.

## Geografie
Der Weiler liegt am linken Ufer der Wörnitz. Im Osten schließt ein sumpfiges Gebiet mit einigen Weihern an. Ein Anliegerweg führt 200 Meter nördlich zur Bundesstraße 25, die nach Knittelsbach (0,6 km nordwestlich) bzw. nach Wilburgstetten verläuft (2,8 km südöstlich).

## Geschichte
Die Fraisch über Walkmühle (auch Aumühle genannt) war strittig zwischen dem oettingen-spielbergischen Oberamt Dürrwangen, dem ansbachischen Oberamt Wassertrüdingen und der Reichsstadt Dinkelsbühl. Die Grundherrschaft über die Mühle hatte die Prädikaturpflege der Reichsstadt Dinkelsbühl inne. Von 1797 bis 1808 unterstand der Ort dem Justiz- und Kammeramt Wassertrüdingen.
Im Jahr 1809 wurde Walkmühle infolge des Gemeindeedikts dem Steuerdistrikt und der Ruralgemeinde Villersbronn zugeordnet. Mit dem Zweiten Gemeindeedikt (1818) wurde der Ort neu gebildeten Ruralgemeinde Knittelsbach zugewiesen. Am 1. April 1971 wurde Walkmühle im Zuge der Gebietsreform in Bayern nach Dinkelsbühl eingegliedert.

### Einwohnerentwicklung
| Jahr      | 001818 | 001840 | 001861 | 001871 | 001885 | 001900 | 001925 | 001950 | 001961 | 001970 | 001987 |
| Einwohner | 8      | 10     | 8      | 8      | 9      | 6      | 8      | 16     | 9      | 5      | 9      |
| Häuser    | 2      | 1      |        |        | 1      | 1      | 1      | 3      | 2      |        | 3      |
| Quelle    | [ 11 ] | [ 12 ] | [ 13 ] | [ 14 ] | [ 15 ] | [ 16 ] | [ 17 ] | [ 18 ] | [ 19 ] | [ 20 ] | [ 1 ]  |

## Religion
Der Ort ist römisch-katholisch geprägt und war ursprünglich nach St. Peter und Paul (Halsbach) gepfarrt, heute ist die Pfarrei St. Margareta (Wilburgstetten) zuständig. Die Protestanten waren ursprünglich nach Heilig Geist (Dinkelsbühl) gepfarrt, seit der zweiten Hälfte des 19. Jahrhunderts ist die Pfarrei St. Peter (Sinbronn) zuständig.